# La Stratégie des antilopes
La Stratégie des antilopes est un récit de Jean Hatzfeld publié le 23 août 2007 aux éditions du Seuil et ayant reçu la même année le prix Médicis. Il est le troisième volume d'une trilogie consacré au génocide tutsi dans la région du Bugesera, au Rwanda, après Dans le nu de la vie et Une saison de machettes. 

## Résumé
Ce livre a pour prétexte le retour des prisonniers sur leurs collines, libérés du pénitencier de Rilima où ils purgeaient de lourdes peines pour crime de génocide. Il a pour thème la cohabitation entre ces tueurs hutus, leurs familles, et leurs voisins tutsis, souvent proches de leurs victimes. Il a été traduit en une douzaine de langues. 

## Éditions et traductions
- La Stratégie des antilopes, Paris, Le Seuil, 2007  (ISBN 2020962292).
- (en) The Strategy of Antelopes: Rwanda After the Genocide, New York, Farrar, Straus and Giroux, 2009,  (ISBN 978-0-37427103-9) ; édition de poche : Picador; First Edition, 2010  (ISBN 978-0-31242937-9)).
- (nl) De strategie van de antilopen,
- (pl) Strategia antylop, traduit par Jacek Giszczak, (a reçu le Prix Ryszard Kapuściński 2010)[2] Wydawnictwo Czarne, 2009,  (ISBN 978-83-7536-080-6)